# Nesolynx cinctiventris
Nesolynx cinctiventris är en stekelart som först beskrevs av Girault 1917.  Nesolynx cinctiventris ingår i släktet Nesolynx och familjen finglanssteklar. Inga underarter finns listade i Catalogue of Life.